# Sabae
Sabae (japanska: 鯖江市?, Sabae-shi) är en stad i Fukui prefektur i Japan. Staden fick stadsrättigheter 1955.